# Signed, Sealed, Delivered I'm Yours
Signed, Sealed, Delivered I'm Yours is een liedje van Stevie Wonder. Tamla Records gaf het in juni 1970 uit als tweede single van het album Signed, Sealed & Delivered. Op de B-kant staat het liedje "I'm More Than Happy (I'm Satisfied)". Hij bereikte met deze single de derde plaats in de Amerikaanse hitlijst Billboard Hot 100. Er werden meer dan een miljoen exemplaren van verkocht. Het liedje leverde hem een nominatie voor een Grammy Award op, maar die prijs werd gewonnen door Ronald Dunbar en General Johnson voor het Clarence Carter-liedje "Patches".
Wonder had Lee Garrett, een bevriende artiest die eveneens blind was, een opname van een instrumentale versie van "Signed, Sealed, Delivered I'm Yours" gegeven. Garrett en Syreeta Wright, Wonders toenmalige vriendin en toekomstige vrouw, schreven vervolgens de tekst en pasten de muziek aan. Wonders moeder, Lula Mae Hardaway, kwam met de tekst "signed, sealed, delivered" toen Wonder de melodie speelde en "here I am, baby" zong. Paul Riser zorgde voor het arrangement.
In 2003 nam Wonder het liedje met de Britse boyband Blue en de zangeres Angie Stone opnieuw op. Met die versie bereikte hij de 38ste plaats in de Vlaamse Ultratop 50, de zestiende plaats in de Nederlandse Single Top 100 en de elfde plaats in de UK Singles Chart.

## Bezetting
Aan de oorspronkelijke versie van "Signed, Sealed, Delivered I'm Yours" werkten onder anderen de volgende musici mee:
- Stevie Wonder
- Lynda Tucker Laurence - achtergrondzang
- Syreeta Wright - achtergrondzang
- Vanetta Fields - achtergrondzang
- ? - sitar
- Funk Brothers

## Andere vertolkingen
- Peter Frampton nam een cover van het liedje op voor zijn album I'm in You (1977).
- Een live opname van het liedje staat op het coveralbum For Once in My Life van Trijntje Oosterhuis.